# Фінн Балор
Ферґал Девітт (англ. Fergal Devitt, нар. 25 липня 1981, Брей, Віклов, Ірландія) — ірландський професійний реслер. На даний момент виступає у WWE на бренді RAW під ринг-іменем Фінн Балор (англ. Finn Bálor) і є учасником угруповання Судний День та чинниим Командним чемпіоном світу з Джей Ді МакДоною.
Балор розпочав свою кар'єру у 2001 році, до того, як стати загальновідомим за виступами у New Japan Pro Wrestling під ринг іменем Принц Девітт (англ. Prince Devitt), Під час виступів у промоушені, він став триразовим Юніорським Чемпіоном IWGP у важкій вазі, і шестиразовим Юніорським Командним Чемпіоном IWGP у важкій вазі, тримаючи титул двічі з Мінору, і чотири рази з Рюсуке Тагучі. Він також дворазовий переможець турніру Best of the Super Juniors, вигравши у 2010 і 2013 роках, а також він є одним із засновників і першим лідером угрупування Bullet Club. Завдяки партнерським стосункам NJPW мексиканським промоушеном Consejo Mundial de Lucha Libre (CMLL), Девітт також змагався там, ставши одноразовим Історичним Чемпіоном Світу NWA у середній вазі. Окрім цього, змагався на незалежних аренах, ставши одноразовим Чемпіоном ICW Zero-G, одноразовим Британським Чемпіоном RPW у напівважкій вазі, і дворазовим Чемпіоном Британської Співдружності NWA у важкій вазі.
Після приєднання до WWE та їх підготовчого майданчика NXT, і прийнявши теперішнє ринг-ім'я, Балор виграв Чемпіонство NXT, протримавши титул 292 дні, що було найдовшим рейном цього титулу аж до березня 2020 року. Також під час виступів в NXT, Балор став першим спів переможцем інавгураційного турніру Dusty Rhodes Tag Team Classic, разом з Самоа Джо. Незабаром після переходу в основний ростер, Балор став першим реслером, який виграв чемпіонство світу у своєму дебютному PPV, другим ірландським чемпіоном світу (після Шеймуса), а також ставши найшвидшим реслером в історії WWE, який виграв чемпіонство світу через 27 днів після дебюту в основному ростері ставши інавгураційним Чемпіоном Всесвіту WWE на SummerSlam 2016. Балор також є дворазовим Інтерконтинентальним Чемпіоном, і одноразовим Чемпіоном Сполучених Штатів. Балор став Чемпіоном Великого Шолому 2 вересня 2023 року, на Payback, вигравши Беззаперечне Командне Чемпіонство WWE, і загалом є п'ятиразовим командним чемпіоном у WWE.

## Раннє життя
Фергал Девітт народився 25 липня 1981 року у Бреї, графстві Віклов, син Леоні та Фінтан Девітт. У нього є чотири брата і сестри. Перед тим, як стати реслером, він займався футболом і гельським футболом. У дитинстві, йому подобалося дивитися шоу World of Sport і WWF (зараз WWE), і був фанатом Британських Бульдогів, Шона Майклза, Містера Перфекта, Ріка Руда, Савіо Веги, і Коко Б. Вейр.

## Кар'єра в професійному реслінгу

### National Wrestling Alliance (2001–2007)
Після тренування у NWA UK Hammerlock, Девітт здійснив свій дебют у професійному реслінгу 23 листопада 2001 року. Він шивдко виграв Чемпіонство Британської Співдружності NWA у важкій вазі. Після закінчення школи, його реслінг кар'єра стрімко почала розвиватися, і він почав їздити в тури по Ірландії, Великій Британії та Сполученим Штатам. У середині 2002 року, Девітт, разом з Полом Трейсі, заснував NWA Ireland, свій реслінг промоушен, що базується в Ірландії. Незабаром, промоушен став сестринським промушеном NWA UK Hammerlock, так як обидва існували під банером NWA. Під крилом NWA Ireland, Девітт тренував майбутню реслерку WWE Беккі Лінч, майбутнього Європейського Чемпіона у важкій вазі й Чемпіона ICW Zero-G Енді Робертса, і майбутнього Чемпіона NXT у напівважкій вазі Джордана Девліна.

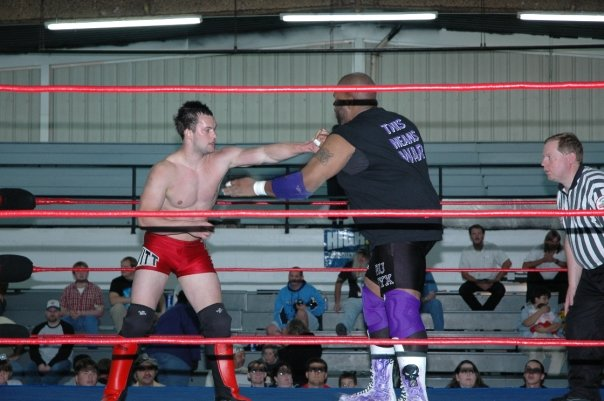
Девітт змагається з Дрю Оніксом у 2004 р.

8 жовтня 2005 року, у Нешвілі, Теннессі, на шоу 57 річниці NWA, Девітт здолав Дрю Онікса у матчі за свій другий титул Британської Співдружності. Після матчу, обох учасників було запрошено до New Japan у Санта Моніку, Каліфорнію, аби тренуватися. Наприкінці 2005 року, Девітт також почав змагатися у американському промоушені Millennium Wrestling Federation (MWF). Він здійснив свій дебют у матчі потрійної загрози на Soul Survivor III 5 листопада, змагавшись за Телевізійне Чемпіонство MFW проти чемпіона Едді Едвардса, і Р. Джей. Брюера. Він здійснив свій телевізійний дебют у листопадовому випуску MFW Ultra, у матчі проти Осіріса. Вразивши багато промоутерів та тренерів, його було запрошено до головного доджо New Japan у Токіо, де на початку 2006 року, він почав тренуватися японському стилю професійного реслінгу. Він програв Чемпіонство Британської Співдружності Карлу Андерсону у березні 2006 року.
У червні 2007 року, Девітт змагався у турнірі National Wrestling Alliance (NWA) під назвою "Reclaiming the Glory", у якому розігрувалося Чемпіонство Світу NWA у важкій вазі. Декілька років, чемпіонство було під контролем Total Nonstop Action Wrestling (TNA), але у 2007 році, NWA розірвало угоду з TNA. У першому раунді, Девітт здолав австралійського реслера Майкі Ніколлса, але програв у другому раунді Браяну Даніелсону.

### New Japan Pro Wrestling (2006–2014)

#### Control Terrorism Unit і RISE (2006–2008)
Наступного дня після програшу Чемпіонства Британської Співдружності, Девітт підписав контракт з New Japan Pro-Wrestling (NJPW) у березні 2006 року. У квітні 2006 року, він здійснив свій дебют у NJPW проти Ель Самурая, використовуючи ринг-ім'я Принц Девітт. Пізніше, Девітт заявив у інтерв'ю PowerSlam Mag, що New Japan перейменували його на Прица Девітта тому, що японці не могли вимовити його справжнє ім'я. Спочатку, його планували називати Король Девітт, поки люди не почали питати, як 24 річний хлопець вже став королем.Зрештою, Сімон Інокі придумав ім'я Принц Девітт, яке зрештою Девітту також сподобалося. У травні 2006 року, New Japan почали проводити ексклюзивні івенти, і Девітта було відправлено на бренд Wrestle Land, дебютувавши у масці як другий Пегасус Кід, що призвело до порівняння з оригінальним Пегасусом Кідом, Крісом Бенуа.
Під час його туру з New Japan в кінці серпня і початку вересня, він знову почав змагатися як Принц Девітт, використовуючи образ ірландської суперзірки. Він зрештою став хілом, і почав виступати в команді з Control Terrorism Unit (CTU) як учень. Під час союзу з CTU, він розпочав програшний стрік, розлютивши своїх напарників настільки, що вони більше не хотіли мати з ним нічого спільного. Йому дали останній шанс 6 жовтня, де він був на висоті та вразив своїх напарників по CTU достатньо, аби продовжити співпрацю з ними. Аби закріпити свій статус в угрупуванні, Девітт змагався у команді з лідером CTU Джюшіном Тандером Лайгером проти Ватару Іноуе і Рюсуке Тагучі. У підсумку, Девітт був тим, хто утримав Іноуе після жорсткого брейнбастеру. Після цього, його офіційно визнали як члена CTU.
Його імпульс було зупинено у січні 2007, коли він зазнав серйозної травми коліна, усунувши його з виступів на рингу в New Japan до початку травня того ж року. Після травми, він повернувся до виступів, показавши значне покращення, і був названий майбутнім переможцем турніру 2007 Best of Super Juniors своїм напарником, Мінору. Однак, коли проводився турнір у червні 2007 року, Девітт не заробив очок, і вилетів зі змагання на ранній стадії. Після припинення існування CTU у серпні 2007, Девітт і Мінору приєдналися до угрупування RISE, сформувавши команду "Prince Prince", як відсилка до ринг-імені Девітта, і прізвиська Мінору "Black Prince". У листопаді 2007 року, TNA здійснили тур Японією, під час якого Девітт і Мінору програли реслерам TNA Сенші та Крістоферу Деніелсу.
27 січня 2008 року, Девітт і Мінору виграли Юніорське Командне Чемпіонство IWGP у важкій вазі, що стало першим головним командним титулом у кар'єрі. Вони програли чемпіонство Акірі та Джюшину Тандеру Лайгеру у лютому, перед тим, як повернути титули 21 липня. Після близько тримісячного рейну, вони програли титули No Limit (Тетсуя Наіто і Юджіро) у жовтні.

#### Аполло 55 (2009–2013)
Девітт об'єднався у команду Аполло 55 (アポロ・ゴー・ゴー, Aporo Gō Gō) з Рюсуке Тагучі, і 5 липня 2009 року на Circuit 2009 New Japan Soul, вони здолали The Motor City Machine Guns (Алекс Шеллі та Кріс Сабін), вигравши Юніорське Командне Чемпіонство IWSP у важкій вазі. 30 травня, Девітт узяв участь на турнірі 2009 Best of Super Juniors. Після виграшу свого блоку в круговій системі турніру, Девітт вийшов до півфіналу, він здолав Кота Ібуші. У кінці, Девітт програв у фіналі турніру Коджі Канемото. У грудні, Девітт узяв участь у 2009 J-Cup. Після перемог над Атсуші Аокі, Даншоку Діно, і Ямато, Девітт знову програв фінал турніру, на цей раз Наомічі Маруфуджі. 4 січня 2010 року, на Wrestle Kingdom IV in Tokyo Dome, Девітт і Тагучі успішно захистили Юніорське Командне Чемпіонство IWGP проти Аверно і Ультімо Гереро. 21 квітня, Девітт і Тагучі були позбавлені титулу, після того, як вони не захищали його пртягом 30 днів. 8 травня, обидва взяли участь у турнірі Super Tag J у спробі повернути чемпіонство, але їх здолали у фіналі команда Ель Самурая і Коджі Канемото.
30 травня, Девітт узяв участь у турнірі 2010 Best of Super Juniors, і через 2 тижні закінчив свій блок на другому місці з п'ятьма перемогами, вийшовши у півфінал турніру. 13 червня, здолав Таіджі Ішіморі у півфіналі, і згодом Кота Ібуші у фіналі, вигравши турнір, заробивши матч проти Наомічі Маруфуджі за Юніорське Чемпіонство IWGP у важкій вазі. 19 червня на Dominion 6.19, Девітт здолав Маруфуджі, вигравши Юніорське Чемпіонство IWGP у важкій вазі вперше. Одинадцять днів потому, Девітт, Тагучі і Хіроокі Гото виграли турнір J Sports Crown Openweight 6 Man Tag Tournament, здолавши Хіроші Танагаші, ТАДЖІРІ й Кушиду у фіналі. Девітт вперше успішно захистив титул Юніорського Чемпіонства у важкій вазі 11 липня, здолавши Атуші Аокі. Через тиждень, 19 липня, Девітт і Тагучі здолали Коджі Канемото і Ель Самурая, вигравши Юніорське Командне Чемпіонство IWGP у важкій вазі вдруге як команда. У серпні, Девітт узяв участь у найбільшому турнірі New Japan - G1 Climax, замінивши травмованого Наомічі Маруфуджі. Девітт зміг виграти чотири зі своїх семи матчів у коловій стадії турніру, включаючи важливу перемогу над колишнім чотириразовим Чемпіоном IWGP у важкій вазі Хіроші Танагаші, але закінчив п'ятим у своєму блоці, і не зміг вийти у фінали через брак одного очка. 3 вересня, Девітт вдруге успішно захистив Юніорське Чемпіонство IWGP у важкій вазі, здолавши представника DDT Pro-Wrestling Кенні Омегу. Омега і Кота Ібуші, відомі як команда Golden☆Lovers, повернулися 11 жовтня на Destruction '10, і здолали Девітта і Тагучі, вигравши Юніорське Командне Чемпіонство IWGP у важкій вазі.

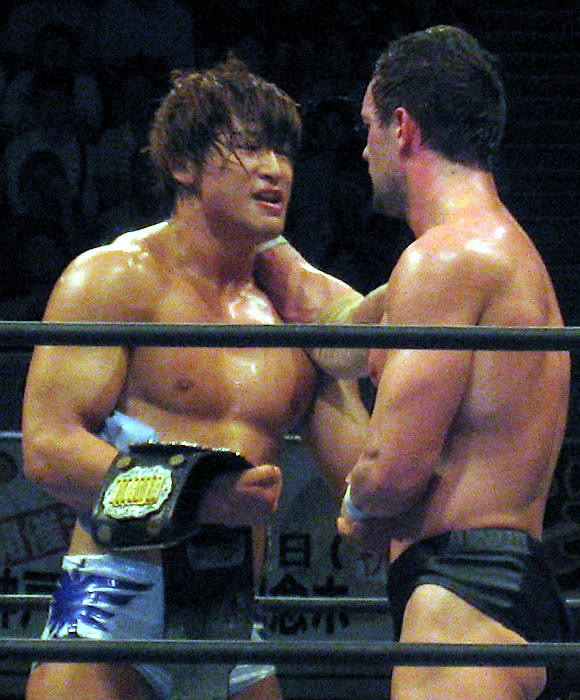
Девітт після програшу Юніорського Чемпіонства IWGP у важкій вазі Кота Ібуші на Dominion 6.18

11 грудня, Девітт втретє успішно захистив Юніорське Чемпіонство IWGP у важкій вазі, здолавши Дейві Річардса. 4 січня 2011 року, на Wrestle Kingdom V in Tokyo Dome, Девітт успішно захистив титул проти Кота Ібуші, помстившись за програш Юніорського Командного Чемпіонства IWGP. 23 січня на Fantastica Mania 2011, на спільному шоу New Japan і Consejo Mundial de Lucha Libre (CMLL) в Токіо, Девітт і Тагучі здолали Кенні Омегу і Кота Ібуші, повернувши Юніорське Командне Чемпіонство IWGP, зробивши Девітта вдруге подвійним чемпіоном. Девітт продовжив свій стрік, захищаючи свій Юніорське Чемпіонство IWGP у важкій вазі проти реслерів поза New Japan, коли він успішно захистив титул проти Така Мічіноку 20 лютого, і Кушіди 19 березня. У травні, взяв участь у Invasion Tour 2011, перший тур New Japan по Сполученим Штатам, під час якого він успішно захистив Юніорське Чемпіонство IWGP у важкій вазі проти Лоу Кі 14 травня у Нью-Йорку, і Юніорське Командне Чемпіонство IWGP у важкій вазі проти Strong Style Thugz (Хомісайд і Лоу Кі) 15 травня у Філадельфії, Пенсильванії. 26 травня, Девітт узяв участь у турнірі 2011 Best of Super Juniors. Програвши матч відкриття проти Дейві Річардса, Девітт провів переможний стрік у 7 матчів, закінчивши першим у своєму блоці у турнірі по круговій системі. 10 червня, Девітт вилетів з турніру у півфіналі проти свого напарника по команді, Рюсукі Тагучі. 18 червня на Dominion 6.18, Девітт програв Юніорське Чемпіонство IWGP у важкій вазі переможцю Best of the Super Juniors, Кота Ібуші, закінчивши рейн у 364 дні.
23 червня, Девітт, Тагучі та Хіроокі Гото виграли другий турнір J Sports Crown Openweight 6 Man Tag Team Tournament підряд, здолавши команду Гіганта Бернарда, Джушіна Тандера Лайгера і Карла Андерсона у фіналах триденного турніру. 24 липня, Девітт отримав матч-реванш за Юніорське Чемпіонство IWGP у важкій вазі на Ryōgoku Peter Pan 2011, але не зміг повернути титул у Ібуші. Це призвело до матчу 14 серпня, де Аполло 55 успішно захистили Юніорське Командне Чемпіонство IWGP у важкій вазі проти Golden☆Lovers. 11 вересня, Аполло 55 здолали Таічі й Таку Мічіноку, всьому успішно захистивши Юніорське Командне Чемпіонство IWGP у важкій вазі, побивши рекорд за найбільшу кількість успішних захистів за один рейн. Коли Кота Ібуші був змушений вакантувати Юніорське Чемпіонство IWGP у важкій вазі, після вивиху лівого плеча, Девітт як колишній чемпіон, отримав матч за вакантний титул. 19 вересня, Девітт здолав Кушиду, вигравши Юніорське Чемпіонство IWGP у важкій вазі вдруге. 10 жовтня на Destruction `11, Девітт і Тагучі програли Юніорське Командне Чемпіонство IWGP у важкій вазі No Remorse Corps (Дейві Річардс і Роккі Ромеро). Девіт вперше захистив свій титул свого другого рейну 12 листопада на Power Struggle, здолавши Таку Мічіноку, а далі здолав реслера, який утримав його у матчі за командний титул, Дейві Річардса, у своєму другому захисті. 23 грудня, Девітт здолав іншого представника No Remorse Corps, Роккі Ромеро, втретє успішно захистивши Юніорське Командне Чемпіонство IWGP у важкій вазі. 4 січня 2012 року на Wrestling Kingdom VI in Tokyo Dome, Девітт і Тагучі здолали Річардса і Ромеро, аби знови повернути Юніорське Командне Чемпіонство IWGP у важкій вазі, що стало шостим рекордним рейном Девітта. 12 лютого на The New Beginning, Аполло 55 програли командні титули назад No Remorse Corps у своєму першому захисті. Це призвело до матчу, де Девітт здолав Дейві Річардса, вчетверте успішно захистивши Юніорське Чемпіонство IWGP у важкій вазі.
14 березня 2012 року, Девітт подорожував Мексикою у своєму першому турі по країні з промоушеном Consejo Mundial de Lucha Libre, завдяки робочим відносинам між New Japan і CMLL. Після відсторонення від виступів через травму литки у свій перший тиждень у Мексиці, Девітт здійснив дебют у CMLL 23 березня, у команді з Марко Корлеоне і Рашем у матчі 3-на-3 у головній події, де вони зустрілися з Мефісто, Ультімо Гегеро і Воладором Дж. Утримавши Воладора Дж., Девітт викликав його на матч за Історичне Чемпіонство Світу NWA у середній вазі. 30 березня, Девітт здолав Воладора Дж., ставши Історичним Чемпіоном Світу NWA у середній вазі.. 3 травня на Wrestling Dontaku 2012, Девітт програв Юніорське Чемпіонство IWGP у важкій вазі Лоу Кі у своєму п'ятому захисті, закінчивши свій другий рейн у 227 дні. 27 травня, Девітт узяв участь у турнірі 2012 Best of the Super Juniors, який він почав з поразок проти Кушіди й Таічі. Девіт здійснив повернення, вигравши 5 із 6 матчів, які залишилися, включаючи перемогу над Джушіном Тандером Лайгером у фінальному матчі кругової системі турніру, закінчивши свій блок другим, і вийшовши до півфіналу. Наступного дня, Девітт вилетів з турніру у півфіналі від Лоу Кі. 8 липня, Девітт здолав Таічі, вперше успішно захистивши Історичне Чемпіонство Світу NWA у середній вазі. Його другий успішний захист титулу пройшов 29 липня, коли він здолав попереднього чемпіона Воладора Дж. у матчі-реванші у головній події New Japan у Коракуен Холлі. 12 вересня, Девітт повернувся в Мексику на ще один тур з CMLL. Девітт провів свій перший матч після повернення у CMLL на 79th Anniversary Show, де він, Атлантіс і Містіко ІІ програли у матчі 3-на-3Драгону Рохо Дж., Негро Касасу і Ультімо Гереро, коли Рохо утримав Девітта. 21 вересня, Девітт був знову утриманий Рохо у матчі 3-на-3, де він у команді з Blue Panther і Ла Сомбра зустрівся з Рохо, Містером Агілою, і Таічі. У підсумку, Девітт прийняв виклик Рохо за Історичне Чемпіонство NWA у середній вазі. 28 вересня на шоу CMLL Super Viernes, Девітт програв титул Рохо, закінчивши свій рейн у 182 дні.
Девітт повернувся у New Japan 8 жовтня на King of Pro-Wrestling, викликавши Юніорського Чемпіона IWGP у важкій вазі Лоу Кі на титульний матч, після того, як той зберіг титул проти Кота Ібуші. 21 жовтня, Аполло 55 взяли участь у турнірі 2012 Super Jr. Tag Tournament, здолавши Chaos World Wrestling Warriors (Браян Кендрік and Лоу Кі) у їхньому матчі першого раунду. 2 листопада, Девітт і Тагучі здолали діючих Юніорських Командних Чемпіонів IWGP у важкій вазі, Forever Hooligans (Алекс Козлов і Рокі Ромеро), вийшовши у фінал турніру, де, того ж дня, їх здолали Time Splitters (Алекс Шеллі та Кушіда). 11 листопада на Power Struggle, Девітт здолав Лоу Кі, вигравши Юніорське Чемпіонство IWGP у важкій вазі в третє. 4 січня 2013 року на Wrestle Kingdom 7 in Tokyo Dome, Девітт здолав Лоу Кі та Коту Ібуші у тристоронньому матчі у своєму першому успішному захисті титулу. Після перемоги, Девітт прийняв виклик на матч за титул від свого напарника по команді, Рюсуке Тагучі. 3 лютого, Девітт здобув велику перемогу, коли він утримав діючого Чемпіона IWGP у важкій вазі, Хіроші Таганаші у командному матчі, де він і Карл Андерсон зустрілися з Танахаші й Тагучі. Сім днів потому, Девітт здолав Тагучі на The New Beginning, вдруге успішно захистивши Юніорське Чемпіонство IWGP у важкій вазі. 3 березня, Девітт у головній події 41 річниці New Japan, програв Хіроші Танахаші у нетитульному матчі. Після поразки, Девітт почав проявляти більш зухвалого і лиходійського персонажа, регулярно неповажаючи своїх опонентів і напарників, за винятком Рюсуке Тагучі, з яким він намагався знайти порозуміння. 5 квітня, Девітт здолав Алекса Шеллі, втретє успішно захистивши Юніорське Чемпіонство IWGP у важкій вазі. Два дні потому на Invasion Atack, Аполло 55 безуспішно кинули виклик Time Splitters за Юніорське Командне Чемпіонство IWGP у важкій вазі, після чого Девітт зрадив Тагучі, закінчивши їх довгострокове партнерство, і дебютував Bad Luck Fale у якості вишибали, а також охрестив себе "Справжнім Рокенроллою".

#### Bullet Club (2013–2014)

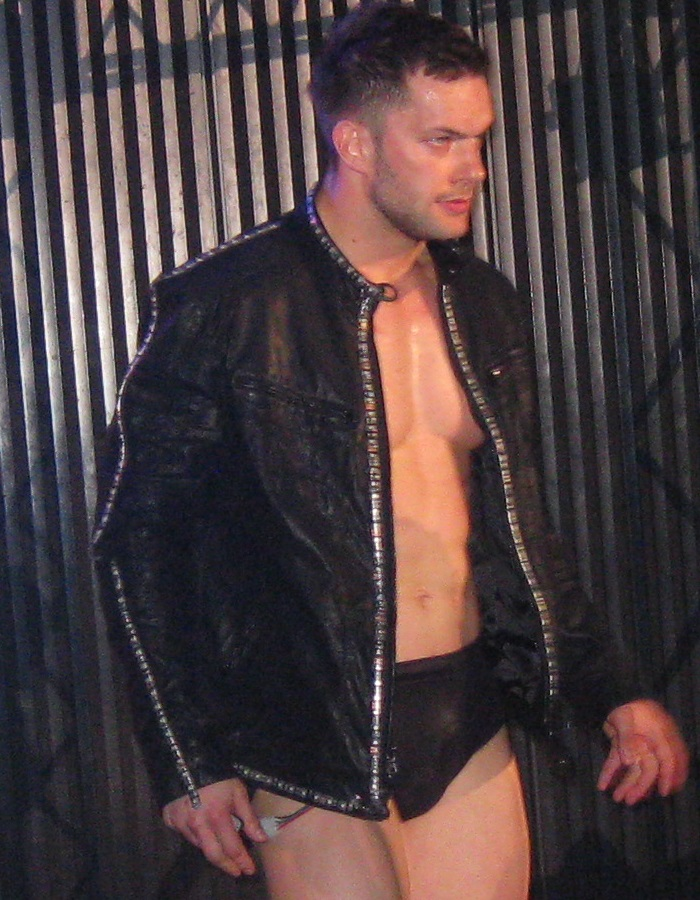
Девітт у Червні 2013 р.

Перший матч між двома учасниками Аполло 55 відбувся 3 травня на Wrestling Dontaku 2013, де Девітт і Фейл здолали Тагучі і Капітана New Japan у командному матчі. Пізніше на події, Девітт і Фейл приєдналися до атаки Карла Андерсона і Тама Тонги на Хіроші Танагаші. Згодом нове угрупування було названо "Bullet Club". 24 травня, Девітт узяв участь у турнірі 2013 Best of Super Juniors, де він закінчив свій блок переможцем з чистим рекордом у вісім перемог, хоча часто перемагав після втручання напарників по Bullet Club. 9 червня, Девіт здолав Кенні Омегу у півфіналі і Алекса Шеллі у фіналі, вигравши свій другий турнір Best of Super Juniors. Після перемоги, Девітт викликав Хіроші Танагаші, одночасно назвавши свою ціль - стати першим реслером, хто тримає Юніорське Чемпіонство IWGP у важкій вазі та Чемпіонство IWGP у важкій вазі.
22 червня на Dominion 6.22, Девітт здолав Танагаші з допомогою Bullet Club, заробивши свій перший матч за Чемпіонство IWGP у важкій вазі. Пізніше на події, діючий Чемпіон IWGP у важкій вазі Казучіка Окада прийняв виклик Девітта на матч за титул за умови, що Девітт захистить своє Юніорське Чемпіонство IWGP у важкій вазі проти його напарника по Хаосу, Гедо. 5 липня, Девітт здолав Гедо у своєму четвертому успішному захисті, заробивши матч за Чемпіонство IWGP у важкій вазі проти Окади. Титульний матч між двома пройшов 20 липня, у якому Окада здолав Девітта, незважаючи на втручання Bullet Club. 1 серпня, Девітт здолав Окаду, з допомогою Фейла, у головній події першого дня 2013 G1 Climax. Незважаючи на три великі перемоги над колишніми Чемпіонами IWGP у важкій вазі Хіроші Танагаші, Сатоші Коджімою, і Тогі Макабе, Девітт не зміг вийти зі свого блоку, закінчивши турнір з п'ятьма перемогами, і чотирма поразками. Протистояння з Танагаші досягло кульмінації у Матчі Смерті з лісорубами 29 вересня на Destruction, де Танагаші вийшов переможцем.

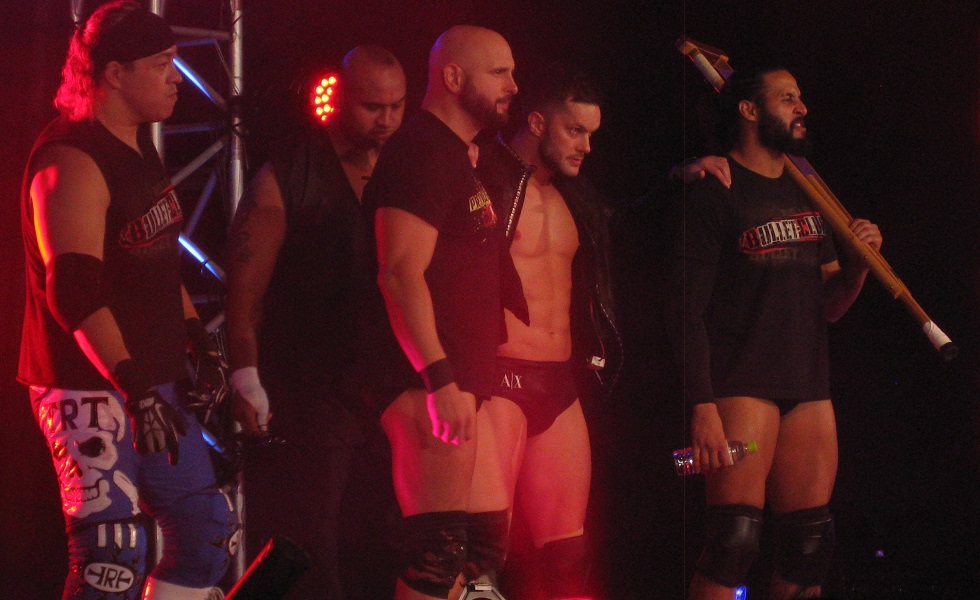
Девітт з Bullet Club у Вересні 2013 р.

Після завершення протистояння з Танагаші, Девітт почав нове протистояння з Тогі Макабе, який відіграв значну роль у програші у Матчі Смерті з лісорубами. В той же час, Девітт отримав нового претендента на Юніорське Чемпіонство IWGP у важкій вазі, нещодавнє підписання NJPW Кота Ібуші, який утримав його у командному матчі 9 листопада на Power Struggle, де він і Bad Luck Fale програли Ібуші та Макабе. З 23 листопада і 7 грудня, Девітт і Фейл взяли участь у 2013 World Tag League, де вони закінчили турнір з рекордом у 3 перемоги і 3 поразки, програвши Капітану New Japan і Хіроші Танагаші, команді, яка не перемагала до цього, що коштувало їм місце у півфіналі.

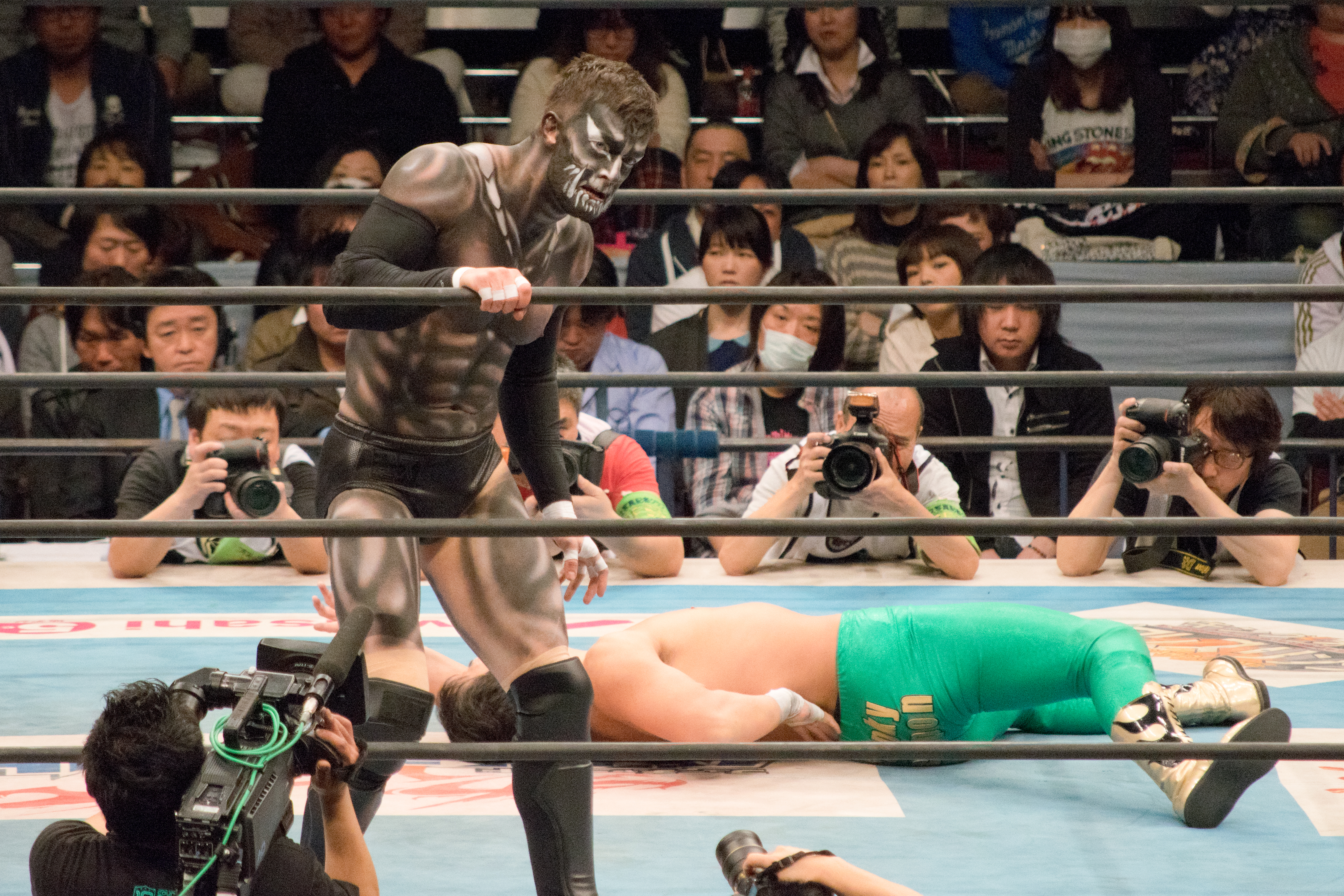
Девітт у своєму фінальному матчі в NJPW проти Рюсуке Тагучі на Invasion Attack 2014

4 січня 2014 на Wrestle Kingdom 8 in Tokyo Dome, чотирнадцяти-місячний рейн Девітта Юніорського Чемпіона IWGP у важкій вазі закінчився, програвши титул Кота Ібуші у п'ятому захисті. Девітт проводив весь матч з розмальованим обличчям і тілом, продовживши розмальовувати тіло у великих матчах в NJPW. Наступного дня, Девітта атакував Рюсуке Тагучі, який щойно повернувся після семимісячної відсутності через травму, відновивши протистояння між двома партнерами. 6 квітня на Invasion Attack 2014, через рік після розпаду Аполло 55, Девітт зустрівся з Тагучі в одиночному матчі. Під час матчу, Девітт постійно повторював новим учасникам Bullet Club, The Young Bucks (Метт і Нік Джексон), не втручатися у матч. У підсумку ті зрадили його. В кінці, Тагучі здолав Девітта, після чого ці двоє потиснули один одному руки, закінчивши їх протистояння один з одним. Наступного дня, New Japan анонсували відхід Девітта з промоушену.

### WWE

#### Чемпіон NXT (2014–2016)

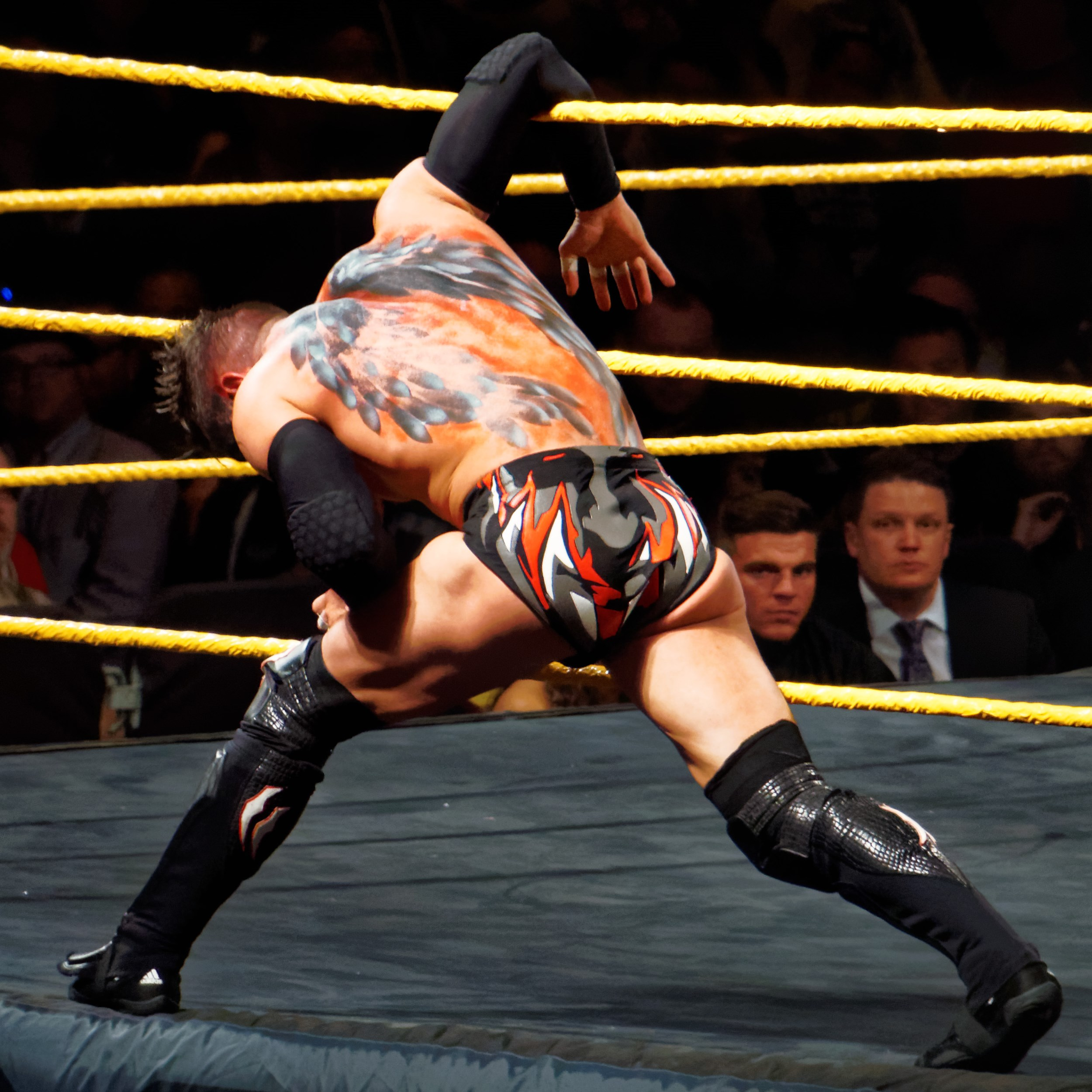
Балор з розписом по тілу у березні 2015 р.

15 травня 2014 року, повідомлялося, що Девітт підписав контракт з WWE, і приєднається до NXT - підготовчого майданчика промоушену, як тільки отримає візу. 28 липня, WWE офіційно підтвердили підписання Девітта, анонсувавши, що він відправляється на NXT того ж дня. 24 вересня, було оголешено його нове рінг-ім'я - Фінн Балор, яке походить від ірландського міфологічного персонажа Фінна Маккула, і Балора, що ірландською гельською означає "Король Демон". Балор здійснив свій дебют на NXT 6 листопада 2014 року, допомігши Хідео Ітамі проти The Ascension (Коннор і Віктор). У своєму дебютному матчі, він й Ітамі здолали Джастіна Гебріела і Тайсона Кідда у командному матчі. Після сутичок з The Ascension, Балор й Ітамі здолали їх на NXT TakeOver: R Evolution 11 грудня, де він дебютував свою фірмову тілесну розмальовку. Згодом, Балор узяв участь у турнірі за претендентство №1 за Чемпіонство NXT, здолавши Кертіса Акселя у першому раунді, Ітамі у півфіналі, і Адріана Невілла у фіналі 11 лютого на NXT TakeOver: Rival. Балор отримав свій титульний матч проти Кевіна Овенса 25 березня, але безуспішно.

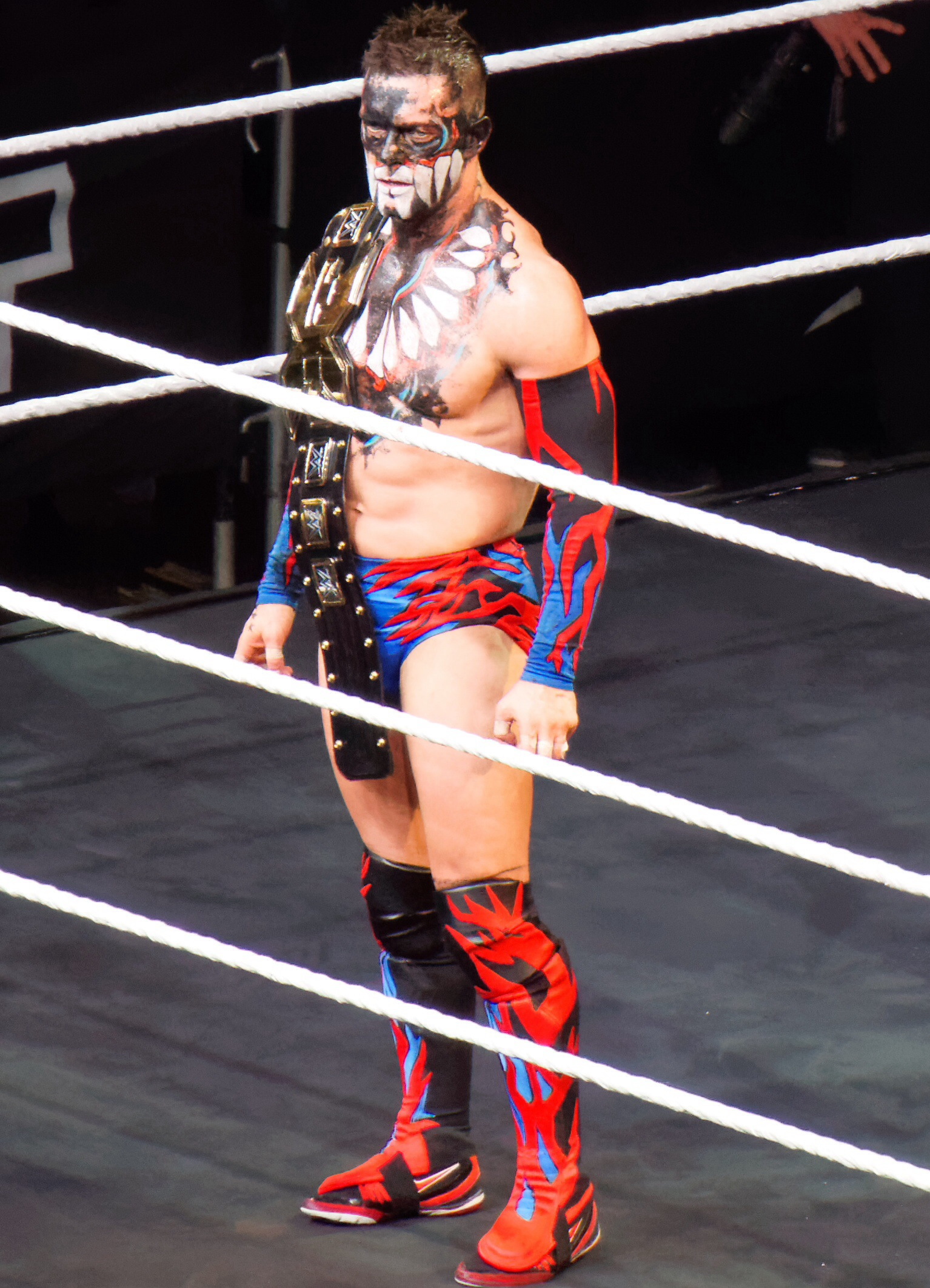
Балор після захисту Чемпіонства NXT на NXT TakeOver: Dallas у квітні 2016 р.

Здолавши Тайлера Бріза 20 травня на NXT TakeOver: Unstoppable, Балор отримав ще один шанс поборотися за титул проти Овенса 4 липня на The Beast in the East у Токіо, Японії, здолавши Овенса, вигравши Чемпіонство NXT. Балор здолав Овенса у матчі з драбинами, зберігши титул на NXT TakeOver: Brooklyn 22 серпня. Згодом, Балор узяв участь у турнірі Dusty Rhodes Tag Team Classic в серпні, у парі з Самоа Джо, і здолавши The Lucha Dragons (Сін Кара і Калісто) у першому раунді, Енцо Аморе і Коліна Кесседі у чвертьфіналі, Деша Вайлдера і Скотта Доусона у півфіналі, і Барона Корбіна та Райно у фіналі 7 жовтня на NXT TakeOver: Respect, вигравши турнір. На випуску NXT від 4 листопада, Балор захищав Чемпіонство NXT від Аполло Крюса, але матч закінчився без результату після втручання Корбіна. який атакував обох. Джо вийшов і вигнав Корбіна перед тим, як зрадив Балора і атакував його, розпочавши протистояння між двома. На NXT TakeOver: London 16 грудня, Балор здолав Джо, зберігши титул. 1 квітня на NXT TakeOver: Dallas, Балор зберіг титул у матчі-реванші проти Джо. 17 квітня, Балор став найдовшим Чемпіоном NXT в історії (рекорд буде побитий Адамом Коулом у 2020 р.), побивши рекорд Невілла у 287 днів. 21 квітня, Балор програв Чемпіонство NXT Джо на live шоу у Ловелл, Массачусетс, закінчивши рейн у 292 дні. На NXT TakeOver: The End 8 червня, програвши Джо у першому матчі NXT у сталевій клітці, що стало його першою поразкою на TakeOver, а також першою поразкою в образі "Демона". 30 липня, Балор провів свій останній матч на NXT, у команді з Шінске Накамурою, здолавши Боббі Руда і Самоа Джо.

#### Чемпіон Всесвіту і травма (2016–2017)
19 липня 2016 року, Балора задрафтували на бренд Raw під п'ятим номером під час Драфту WWE 2016, згодом заявивши, що він мав бути обраним під першим номером. Вперше він з'явився на бренді на випуску Raw від 25 липня (у свій 35 день народження), де він виграв право на змагатися за щойно створене Чемпіонство Всесвіту WWE на SummerSlam, спочатку здолавши Русєва, Сезаро, і Кевіна Овенса у матчі фатальної четвірки, і згодом здолавши Романа Рейнса, який виграв аналогічний матч фатальної четвірки. На SummerSlam 21 серпня, Балор здолав Сета Роллінса, ставши інавгураційним Чемпіоном Всесвіту, вигравши своє перше чемпіонство світу. Після цього, WWE повідомили, що він зазнав травму плеча під час матчу, і що йому знадобилася операція, яка пройшла успішна. Через це, очікувалося, що Балор пропустить від чотирьох до шести місяців, через що Генеральний Менеджер Raw Мік Фолі, анонсувавши в Твіттері, що Балор здасть щойно виграний титул Чемпіона Всесвіту через травму, протримавши його 22 години. Під час відновлення, Балор з'явився на ексклюзивній події WWE Network – Турнір за Чемпіонство Великої Британії.
22 лютого 2017 року, Балор повернувся на NXT, допомігши Шінске Накамурі, на якого в більшості напали Андраде "Сієн" Алмас і Боббі Руда. 10 березня, Балор здійснив своє повернення на ринг на лайв івенті у командному матчі 3-на-3, у команді з Крісом Джеріко і Семі Зейном, здолавши Кевіна Овенса, Самоа Джо і Тріпл Ейча. Балор здійснив повернення на телебаченні після Реслманії 33 3 квітня на випуску Raw, де він у команді з колишнім суперником Сетом Роллінсом, вони здолали Овенса і Джо у командному матчі. Протягом наступних тижнів, Балор здолав Джиндера Махала і Курта Гокінса, в той же час отримуючи зловісні погрози від Брея Ваятта, і протистоячи Люку Геллоусу і Карлу Андерсону. 4 червня на Extreme Rules, Балор змагався у матчі фатальної п'ятірки за екстремальними правилами за претендентство номер один за Чемпіонство Всесвіту проти Брока Леснара, який Балор програв після відключки від Кокіни Клатч Самоа Джо.

#### Bálor Club (2017–2018)

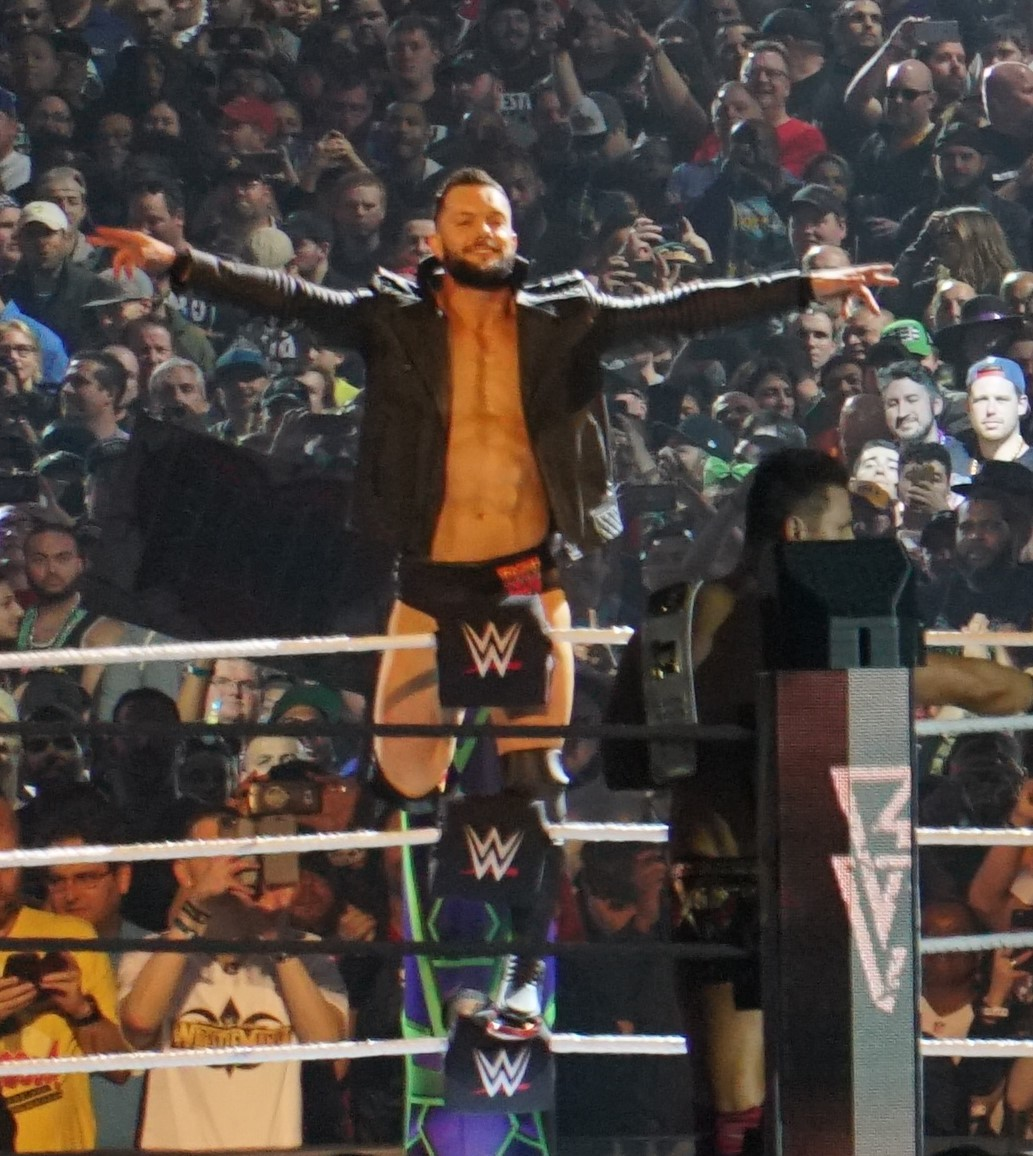
Балор здійснює свій вихід на Реслманії 34 у квітні 2018 р.

За тижні до SummerSlam, Балор почав протистояння з Елаясом, після того, як він ненавмисно перервав один з його виступів. Це призвело до матчу без дискваліфікацій між двома, у якому Елаяс здолав Балора після втручання від Брея Ваятта. Це призвело до матчу між двома, у якому Ваятт здобув перемогу над Балором. Ці двоє знову зустрілися на SummerSlam 20 серпня, де Балор повернув образ "Короля Демона", і здолав Ваятта. Протистояння між двома продовжилося протягом наступних місяців, і призвело до ще одного матчу, 24 вересня, на No Mercy, де Балор знову здолав Ваятта. Також було призначено матч між "Королем Демоном" Балора і "Сестрою Абігейл" Ваятта на TLC. Однак, Ваятта було виключено з події через хворобу 20 жовтня, і був замінений Ей Джей Стайлзом. Хоча він і здолав Стайлза, обидва показали взаємну повагу і зробили жест "Too Sweet" після матчу. На Survivor Series 19 листопада, Балор взяв участь у традиційному міжбрендовому матчі 5-на-5 на виліт як частина Команди Raw, де його було усунуто Ренді Ортоном, хоча його команда у підсумку перемогла.
1 січня на випуску Raw, Балор у команді з Люком Галлоусом і Карлом Андерсоном здолав Елаяса і The Miz Tourage (Кертіс Аксель і Бо Даллас) у командному матчі 3-на-3. Наступного тижня, тріо офіційно возз'єдналося і сформувало "Bálor Club", як відсилка до їх колишнього угрупування. Того ж вечора, вони здолали Інтерконтинентального Чемпіона Романа Рейнса і Командних Чемпіонів Raw Сета Роллінса і Джейсона Джордана у командному матчі 3-на-3. 28 січня, на Королівській Битві, Балор вийшов на свою першу Коррлівську Битву під номером 2, протримавшись понад 57 хвилин, і викинув чотирьох учасників перед тим, як бути усунутим Джоном Сіною. Балор змагався у своєму першому Elimination Chamber матчі на однойменному PPV 25 лютого, де він вийшов останнім, але був другим учасником, кого усунув Браун Строуман. Протягом наступних двох місяців, Балор почав коротке протистояння з Мізом і Сетом Роллінсом за Інтерконтинентальне Чемпіонство, яке призвело до матчу потрійної загрози на Реслманії 34 8 квітня (яка стала дебютної Реслманією для Балора), де Роллінс виграв титул. На Greatest Royal Rumble 27 квітня, Балор знову безуспішно змагався за Іниерконтинентальне Чемпіонство у чотиристоронньому матчі з драбинами проти Роллінса, Міза і Самоа Джо. Балор змагався у матчі з драбинами Money in the Bank 17 червня, але матч у підсумку виграв Браун Строуман.
Після PPV Money in the Bank, Балор розпочав протистояння з Бароном Корбіном, якого він здолав у двох різних випадках – 15 липня на Extreme Rules, і 19 серпня на SummerSlam у якості "Короля Демона". Наступного вечора після SummerSlam, на випуску Raw від 20 серпня, Балор нарешті отримав свій матч-реванш за Чемпіонство Всесвіту проти нового чемпіона Романа Рейнса, однак йому не вдалося повернути титул. Протягом наступних місяців, Балор змагався у різних матчах і проти різних суперників, таких як Джиндер Махал, і Боббі Лешлі. Потім, Балор розпочав протистояння з Дрю МакІнтайром, який врятував його від атаки Лешлі, тільки аби самому атакувати Балора. У цей же час, Балора було анонсовано як частину Команди Raw у традиційному міжбрендовому матчі 5-на-5 на виліт на Survivor Series 18 листопада, де він став першим з команди, кого було усунуто – Реєм Містеріо.

#### Інтерконтинентальний Чемпіон (2018–2019)
16 грудня на TLC: Tables, Ladders & Chairs, Балор помстився МакІнтайру, здолавши його в одиночному матчі після втручання колишнього напарника МакІнтайра Дольфа Зігглера. Після матчу, Зіглер атакував Балора за кулісами після того, як Балор заявив, що йому не потрібна була допомога аби здолати МакІнтайра. Це спровокувало матч між двома, який пройшов наступного вечора на Raw, який закінчився який закінчився без результату, так як МакІнтайр атакував обох. 17 грудня, на записах випуску Raw на 24 грудня, Балор здолав Зіглера і МакІнтайра у матчі потрійної загрози, закінчивши протистояння. 12 січня 2019 року на NXT UK TakeOver: Blackpool, Балор несподівано з'явився у якості заміни Тревісу Бенксу у матчі проти Джордана Девліна, так як Бенкс був атакований Девліном раніше того ж дня, і у підсумку здолав Девліна. На випуску Raw від 14 січня, після того, як Браун Строуман був усунений з матчу за Чемпіонство Всесвіту проти Брока Леснара на Королівській Битві після пошкодження лімузину Вінса МакМена, Балор взяв участь у матчі фатальної четвірки проти Дрю МакІнтайра, Джона Сіни, і Барона Корбіна за право замінити Строумана у матчі проти Леснара на PPV, з якого Балор вийшов переможцем, після утримання Сіни. 27 січня на Королівській Битві, Балор програв Леснару через підкорення. Після матчу, Леснар атакував Балора трьома F5.
На випуску Raw від 28 січня, Балора перервали Інтерконтинентальний Чемпіон Боббі Лешлі та Ліо Раш, коли він говорив про свою поразку, а згодом на нього напав Лешлі, розпочавши ворожнечу між двома. 17 лютого на Elimination Chamber, Балор здолав Лешлі та Раша у гандикап матчі 2-на-1, вигравши Інтерконтинентальне Чемпіонство, утримавши Раша. Балор зустрівся з Лешлі 11 березня на випуску Raw у матчі-реванші, де він програв Лешлі після втручання Раша. На випуску Raw від 25 березня, Балор здолав Лешлі та Джиндера Махала у гандикап матчі, отримавши матч-реванш за Інтерконтинентальне Чемпіонство на Реслманії 35. Балор, в образі "Демона", здолав Лешлі 7 квітня на Реслманії, та повернув Інтерконтинентальне Чемпіонство. Наступного вечора на Raw, Балор здолав Семі Зейна в імпровізованому титульному захисті. На випуску Raw від 15 квітня, він програв у нетитульному матчі проти дебютанта Андраде після втручання від Зеліни Веги. Під час 2019 WWE Superstar Shake-up, Балор перейшов на бренд SmackDown, здійснивши свій дебют на випуску SmackDown від 16 квітня, здолавши Алі у нетитульному матчі. Наступного тижня на SmackDown, Балор вийшов переможцем у матчі-реванші проти Андраде На Super ShowDown 7 червня, Балор успішно захистив свій титул проти Андраде в образі "Демона". На кік-офф шоу Extreme Rules 14 липня, Балор програв чемпіонство Шинске Накамурі. Наступного вечора на Raw, Балора атакував "Нечисть" Брей Ваятт після його матчу. На SummerSlam 11 серпня, Балор програв Ваятту в одиночному матчі.

#### Повернення на NXT (2019–2021)

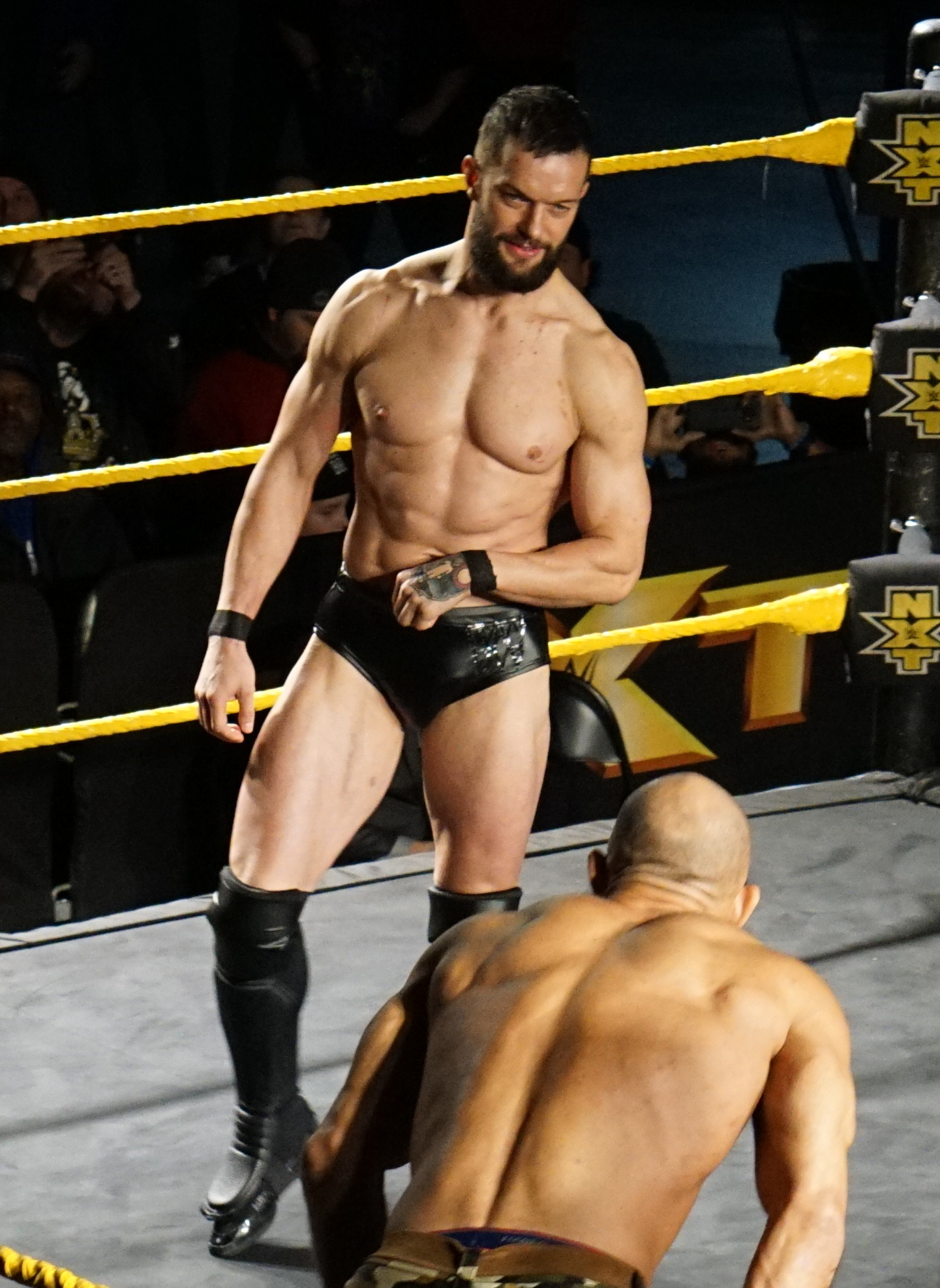
Балор здійснив своє повернення до NXT у жовтні 2019 р.

Після двомісячної відсутності на телебачення, Балор здійснив повернення на екрани WWE 2 жовтня на випуску NXT, перервавши Чемпіона NXT Адама Коула після його захисту титулу проти Метта Ріддла, і офіційно анонсував повернення на NXT (так як з часів перебування Балора, NXT перетворився з підготовчого майданчика у третій бренд WWE). На випуску NXT від 23 жовтня, Балор став хілом, коли допоміг Беззаперечній Ері, травмувавши Джонні Гаргано і атакувавши Томмасо Чампу. Балор почав протистояння з Меттом Рідлом наступного місяця, що призвело до матчу між ними на NXT TakeOver: WarGames 23 листопада, де Балор вийшов переможцем. Після цього, Балор викликав Адама Коула за Чемпіонство NXT на випуск NXT від 18 грудня, який він програв після втручання від Джонні Гаргано. Незабаром, Гаргано кинув виклик Балору на матч на NXT TakeOver: Portland 16 лютого 2020 року, який Балор виграв.
На випуску NXT від 22 квітня 2020 року, Балор мав змагатися у матчі проти Велветіна Дріма, але Балора вирубив невідомий нападник ще до того, як той міг покинути роздягальню. Через 2 тижні, Балор зробив висновок, що там "у довгій траві, ховається змія", і той, хто його атакував, хоче пуш. Балор дав знати глядачам, що це буде не пуш, а сквош. Пізніше того ж вечора, він посварився з Камероном Граймсом, що призвело до матчу між ними наступного тижня. На випуску NXT від 13 травня, Деміан Пріст коштував Балору матч, використавши кийок за спиною рефері, і згодом Пріст зізнався, що то був він, хто вирубив Балора за 3 тижні до цього, зробивши Балора знову фейсом. На TakeOver: In Your House 7 червня, Балор здолав Пріста. На NXT TakeOver: XXX 22 серпня, Балор здолав Тімоті Тетчера.
8 вересня на NXT: Super Tuesday II, Балор здолав Адама Коула, вигравши вакантне Чемпіонство NXT вдруге у кар'єрі. На NXT TakeOver 31 4 жовтня, Балор успішно захистив титул проти Кайла О'Райлі. З'ясувалося, що він отримав травму щелепи під час матчу, і що він мав пройти операцію. Балор повернувся 9 грудня на випуску NXT, де він мав конфронтацію з О'Райлі, Пітом Данном, Деміаном Прістом і Скарлет (представляючи Керіона Кросса). Балор успішно захистив титул проти О'Райлі у матчі-реванші 6 січня 2021 року на NXT: New Year's Evil. Він також захистив чемпіонство проти Піта Данна і Адама Коула на NXT TakeOver: Vengeance Day 14 лютого і на випуску NXT від 10 березня відповідно, обидва рази успішно. На NXT TakeOver: Stand & Deliver 8 квітня, Балор програв чемпіонство Керіону Кроссу, закінчивши рейн у 212 днів. Балор зустрівся з Кроссом у матчі-реванші за титул на випуску NXT від 25 травня, але програв. Його матч-реванш проти Кросса став фінальним матчем Балора на NXT.
Після двомісячної відсутності на телебаченні, Балор повернувся на випуску SmackDown від 16 липня. Він зустрівся з Чемпіоном Всесвіту Романом Рейнсом 2 рази, перший раз на SmackDown, а вдруге на Extreme Rules 26 вересня в образі "Демона", але програв. Під час Драфту 2021, Балора задрафтували на бренд Raw, де він узяв участь у турнірі Король Рингу, де він програв Ксав'є Вудсу у фіналі 21 жовтня на Crown Jewel.

#### Судний День (2022–дотепер)

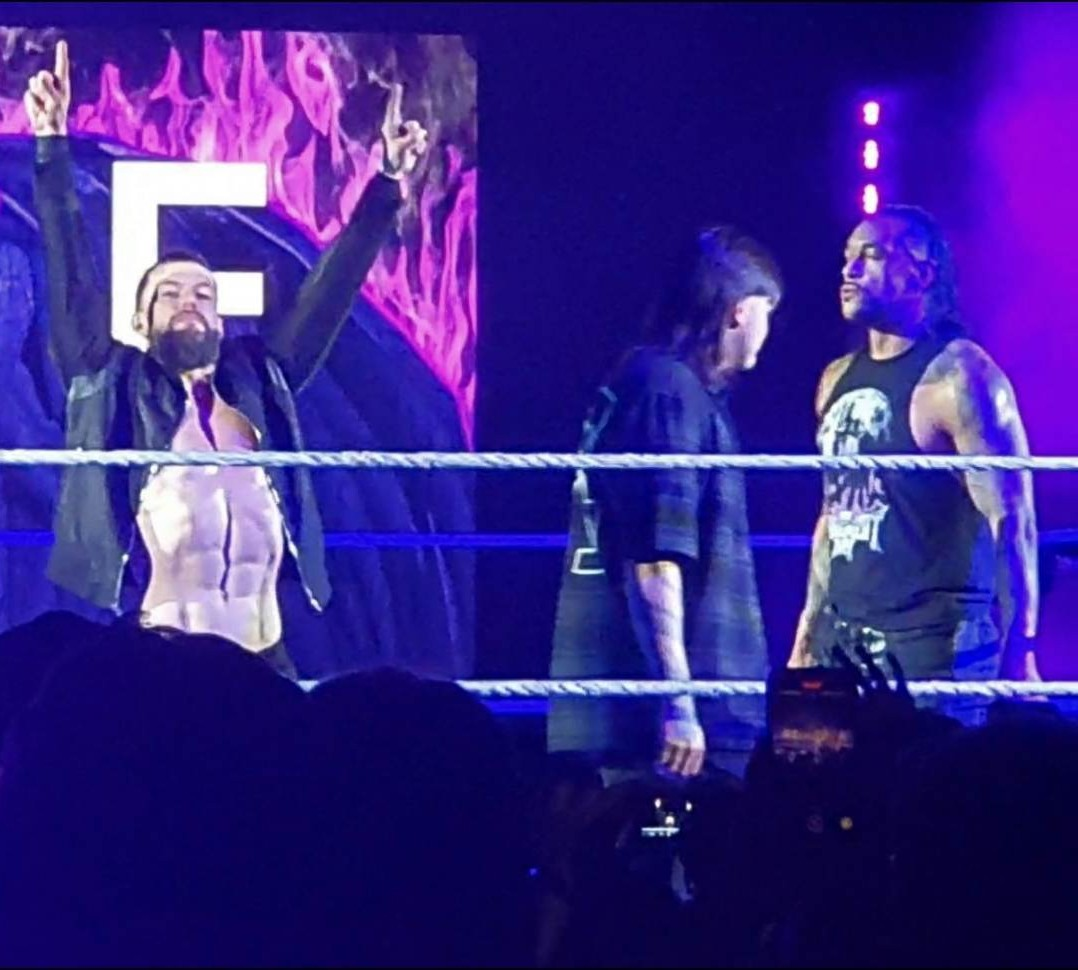
Балор приєднався до Судного Дня in June 2022

На випуску Raw від 28 лютого 2022 року, Балор здолав Деміана Пріста, вигравши Чемпіонство Сполучених Штатів вперше в кар'єрі. На випуску Raw від 18 квітня, Балор програв Чемпіонство Сполучених Штатів Тіорі, закінчивши рейн у 49 днів.
На Hell in a Cell 5 червня, Балор у команді з Ей Джей Стайлзом і Лів Морган зустрілися з Судним Днем (Едж, Деміан Пріст і Рія Ріплі) у змішаному командному матчі 3-на-3, але програли. На випуску Raw від 6 червня, Едж представив Балора у якості нового учасника Судного Дня, зробивши Балором хілом вперше в основному ростері, однак, Балор, Пріст і Ріплі раптово атакували Еджа, вигнавши його з угрупування, тим замим утвердивши Балора в якості хіла. Балор і Пріст програли The Mysterios (Рей і Домінік Містеріо) 30 липня на SummerSlam, а на Clash at the Castle 3 вересня, вони програли Рею та Еджу, де Домінік зрадив обох аби приєднатися до Судного Дню. На Extreme Rules 8 жовтня, Балор здолав Еджа у матчі "I Quit" після втручання від Судного Дню. 5 листопада на Crown Jewel, Балор, Пріст і Домінік здолали The O.C. (Стайлз, Люк Геллоуз, Карл Андерсон) у командному матчі 3-на-3 після втручання від Ріплі. Три тижні потому на Survivor Series: WarGames 26 листопада, Балор програв Стайлзу. Наступного випуску Raw, Судний День здолали The O.C. у змішаному командному матчі 4-на-4, закінчивши протистояння.
На Королівській Битві 28 січня 2023 року, Балор вийшов у матч Королівської Битви під №20, але був викинутий Еджом. Незабаром, Балор і Пріст викинули Еджа, аби допомогти Домініку, не дивлячись на те, що їх до цього викинули. На Elimination Chamber 18 лютого, Балор і Ріплі програли Еджу і Бет Фінікс у змішаному командному матчі. Другого вечора Реслманії 39 2 квітня, Балор, в образі "Демона", програв Еджу в матчі Hell in a Cell. Під час матчу, Балор зазнав травми після того, як Едж кинув в нього драбину, і отримав медичну допомогу на ринзі.
Балор був обраний для участі у турнірі за коронацію нового Чемпіона Світу у важкій вазі на Night of Champions. На випуску Raw від 8 травня, Балор здолав Коді Роудса і Міза у матчі потрійної загрози у першому раунді турніру, але програв майбутньому чемпіону Сету "Фрікін" Роллінсу в півфіналі. Після виграшу титулу Роллінсом, Балор почав протистояння з ним, посилаючись на те, що Роллінс коштував йому Чемпіонства Всесвіту через травму ще в 2016 році як головну причину для того, щоб накинутися на нього на випуску Raw від 12 червня перед тим, як кинути йому виклик на Money in the Bank, який Роллінс прийняв. На події 1 липня, Балор не зміг здолати Роллінса у матчі за титул після ненавмисного втручання від Пріста, який виграв кейс Money in the Bank раніше того ж вечора, і показуючи наміри закешити його, що призвело до програшу матчу. На SummerSlam 5 квітня, Балор не зміг виграти титул у Роллінса не дивлячись на втручання від Пріста, Домініка і Ріплі.
На Payback 2 вересня, Балор і Пріст здолали Кевіна Овенса і Семі Зейна, вигравши Беззаперечне Командне Чемпіонство після втручання від Домініка, Ріплі та Джей Ді МакДони. Після цієї перемоги, Балор став 24-м Чемпіоном Великого Шолому WWE. На випуску Raw від 25 вересня, Балор і Пріст зберегли свої титули у матчі-ревінші проти Овенса і Зейна. Однак, вони програли титули Коді Роудсу і Джею Усо на Fastlane 7 жовтня після того, як пріст випадково вдарив Пріста його кейсом Money in the Bank, закінчивши рейн у 35 днів, але повернули титули у матчі-реванші на випуску Raw від 16 жовтня. На випуску Raw від 13 листопада, Балор і Пріст здолали Роудса і Усо у матчі-реванші, зберігши титули після втручання від Дрю МакІнтайра. На випуску SmackDown від 24 листопада, Балор і Пріст успішно захистили титули проти Street Profits (Анджело Доукінс і Монтез Форд). Наступного вечора на Survivor Series: Wargames, Балор взяв участь у своєму першому матчі WarGames разом із Судним Днем (який тепер включав МакДонну) і МакІнтайром проти Роудса, Роллінса, Усо, Зейна і  Ренді Ортона у програшному матчі. На випуску Raw від 18 грудня, Білор і Пріст успішно захистили свої титули проти Братів Крід. На Королівській Битві 27 січня 2024 року, Балор вийшов у матч Королівської Битви під №14, викинувши Кармело Гейса разом з Домініком, перед тим, як його викинув Брон Брейккер. Наступного випуску Raw, Балор і Пріст здолали DIY (Джонні Гаргано і Томмасо Чампа), зберігши свої титули. На Elimination Chamber: Perth 24 лютого, Балор і Пріст успішно захистили титули проти New Catch Republic (Піт Данн і Тайлер Бейт). Першого вечора Реслманії XL, Балор і Пріст програли Командне Чемпіонство SmackDown A-Town Down Under (Остін Тіорі та Грейсон Воллер) і Командне Чемпіонство Raw The Awesome Truth (Міз та Р-Труф) відповідно у шестисторонньому командному матчі з драбинами, закінчивши другий рейн беззаперечних чемпіонів у 173 дні.
Після Реслманії XL, Балор почав змагатися у команді з МакДоною, так як Пріст виграв Чемпіонство Світу у важкій вазі. Вони допомогли Прісту зберегти титул проти Джея Усо на Backlash France, не дивлячись на те, що Пріст просив не втручатися. На випуску Raw від 13 травня, Балор і МакДона виграли матч фатальної четвірки, ставши претендентами №1 на тільки но перейменоване Командне Чемпіонство Світу проти Awesome Truth після втручання від Карліто, який почав входити в угрупування. Через тиждень, Балор і МакДона не змогли виграти титули, після того, як Браун Строуман не дав втрутитися Карліто. На випуску Raw від 24 червня, Балор і МакДонна здолали Міза і Труфа, вигравши титули після втручання від колишньої суперниці Ріплі - Лів Морган. На SummerSlam 3 серпня, Балор зрадив Пріста, коштувавши йому Чемпіонство Світу у важкій вазі проти Гюнтера. Після кількох сутичок і сварок між новим Судним днем (який включає Балора, Містеріо, Морган, МакДону, і Карліто) і Близнюками Терору (Пріст і Ріплі), матч між Балором і Прістом було призначено на Bad Blood 5 жовтня, який Балор програв, не дивлячись на втручання від МакДони і Карліто.

## Реслінґ
- Фінішери
  - Як Фінн Балор
    - Coup de Grâce

  - Як принц Девітт
    - Bloody Sunday
    - Devitt's End
    - Prince's Throne
    - Reverse Bloody Sunday
    - Shingata Prince's Throne
- Улюблені прийоми
  - Як Фінн Балор
    - Diving double foot stomp
    - Lifting inverted DDT
    - Pelé Kick
    - Running front dropkick
    - Sling Blade

  - Як Принц Девітт
    - Brainbuster
    - Diving double foot stomp
    - Overhead kick
- Музичний супровід
  - «Молода ірландська рушниця»
  - «Ірландський капер»
  - «Справжній рок-н-рол'а»
  - «Демон»
- Музичний супровід
  - New Japan Pro Wrestling
    - «Jump (DJ Power Mix)» від Eskimo (2006)
    - «When the Sun Goes Down» від Arctic Monkeys (2007)
    - «You're the Best» від Joe Esposito (2008–2013)
    - «Real Rock n Rolla» від Yonosuke Kitamura (2013–2014)
    - «Last Chance Saloon» від Deviant and Naive Ted (2013–2014; використовувався як частина Bullet Club)
    - «Real Rock 'n Rolla (Breaking Point) (Tokyo Dome ver.)» від Yonosuke Kitamura (2014)

  - WWE NXT
    - «Catch Your Breath» від CFO$